# Leon Hryniewiecki
Leon Hryniewiecki (ur. 1839 w Kijowie, zm. 1891) – polski podróżnik, lekarz i badacz.
W latach 1882–1883 w towarzystwie dwóch Nieńców wziął udział w wyprawie na Nową Ziemię, w czasie której dokonał pierwszego pieszego przejścia przez Wyspę Południową Nowej Ziemi, co opisał w swej relacji. Za ten wyczyn został członkiem Rosyjskiego Towarzystwa Geograficznego.
W 1886 został lekarzem garnizonu wojskowego na Wyspach Komandorskich, a w maju 1889 roku naczelnikiem okręgu nad Morzem Beringa, na terytoriach zamieszkanych przez Czukczów. W tym czasie prowadził badania geologiczne, zoologiczne i etnograficzne wśród tych ludzi. Z początku mieszkał w rejonie mierzei Limanu Anadyrskiego, tuż przy ujściu rzeki, która później została nazwana jego imieniem.
Zmarł z powodu wyjątkowo ciężkich warunków bytowo-klimatycznych.